# Marcelo Benevenuto
Marcelo da Conceição Benevenuto Malaquias (Resende, 7 de janeiro de 1996) é um futebolista brasileiro que atua como zagueiro. Atualmente defende o Criciúma, emprestado pelo Fortaleza.

## Carreira

### Botafogo
Nascido em Resende, Marcelo Benevenuto ingressou no Botafogo em 2016, inicialmente emprestado pelo Resende. Em 17 de junho, o jogador foi comprado e assinou em definitivo até 2019.
Benevenuto realizou sua estreia profissional no dia 7 de setembro, substituindo o lateral-direito Diego em uma vitória por 1 a 0 contra o Fluminense, válida pelo Campeonato Brasileiro.
Definitivamente promovido à equipe principal antes da temporada 2017, o defensor tornou-se titular da equipe durante a Copa Libertadores da América, e em fevereiro renovou seu contrato até dezembro de 2020. Marcou seu primeiro gol pelo Fogão no dia 28 de janeiro, em um empate em casa por 1 a 1 contra o Nova Iguaçu, válido pelo Campeonato Carioca.
Após alternar altos e baixos, em 2019 reassumiu as boas atuações e terminou o ano como titular da zaga, ao lado de Gabriel.

#### Empréstimo ao Fortaleza
Em março de 2021, foi anunciado como novo reforço do Fortaleza, assinando um contrato de empréstimo válido até o final da temporada.

### Fortaleza
Em dezembro do mesmo ano, o Fortaleza anunciou a contratação de forma definitiva do zagueiro Marcelo Benevenuto até o final de 2026. O Leão do Pici pagou R$ 4,5 milhões de reais por 55% dos direitos do atleta junto ao Botafogo.

#### Empréstimo ao Coritiba
No início de 2024, o jogador foi emprestado pelo Fortaleza ao Coritiba e assinou um contrato de empréstimo até o fim da Série B do Brasileiro.
| “ | Venho para fazer história. Estou acompanhando o desempenho da equipe no início do estadual e estou muito motivado e convicto que vamos fazer uma ótima temporada. Agradeço a confiança da diretoria e dessa torcida apaixonada — comentou o zagueiro. | ” |

#### Empréstimo ao Criciúma
No dia 27 de fevereiro de 2025, o Criciúma anunciou a contratação por empréstimo de Marcelo Benevenuto. O atleta assinou vínculo com o clube catarinense até o final de 2025.

## Títulos
Botafogo
- Campeonato Brasileiro - Sub-20: 2016
- Campeonato Carioca: 2018

Fortaleza
- Campeonato Cearense: 2021, 2022 e 2023
- Copa do Nordeste: 2022

### Prêmios individuais
- Seleção do Campeonato Carioca: 2020[9]